# Vilske-Kleva
Vilske-Kleva is een plaats in de gemeente Falköping in het landschap Västergötland en de provincie Västra Götalands län in Zweden. De plaats heeft 114 inwoners (2005) en een oppervlakte van 76 hectare.